# Grodziskie
Grodziskie (poljska izgovorjava [ɡrɔˈd͡ʑiskʲɛ]; druga imena Grätzer, Grodzisz) je zgodovinska vrsta piva s Poljskega, ki je običajno narejen iz pšeničnega slada dimljenega s hrastom. Pivo lahko opišemo kot bistro, svetlo zlato barvo, visoko karboniziranost, nizko vsebnost alkohola, nizko do zmerno hmeljno grenkobo ter močan okus in aromo dima. Okus je lahek in hrustljav, s primarnimi okusi, ki izhajajo iz dimljenega slada, visoke vsebnosti mineralov v vodi in vrste kvasa, ki se uporablja za fermentacijo pijače. Pivo je dobilo vzdevek poljski šampanjec zaradi visoke stopnje gaziranosti in ker je bilo cenjeno kot visokokakovostna pijača za posebne priložnosti.
Grodziskie je zvarjen iz pšeničnega slada, ki je bil posušen s kroženjem hrastovega dima skozi zrna. Zadimljenost zrna in mineralni profil vode, uporabljene za pripravo pijače, daje slogu značilen okus. Poljske pivovarne so v svoji proizvodnji v preteklosti uporabljale lokalno pridelan hmelj in eno ali dve sevi pivskega kvasa. Pred pakiranjem se pivo obdela, da dobi svetel, jasen videz. Pivo se pakira, preden se vsi fermentacijski sladkorji s kvasom pretvorijo v alkohol, prej v procesu, kot je tipično za pivo. Fermentacija se nadaljuje po pakiranju, nastali ogljikov dioksid pa ostane raztopljen v pivu, kar ima za posledico zelo visoko stopnjo karbonizacije v končnem izdelku.
Pivo so prvotno proizvajali pivovarji v mestu Grodzisk Wielkopolski v 14. ali 15. stoletju. Stroge predpise glede kakovosti piva je vzpostavil lokalni pivovarski ceh, ki mu je pomagal ustvariti dober ugled v okoliških mestih in sosednjih državah. Na vrhuncu svoje slave so ga izvažali v 37 držav in je veljalo za izjemno dobro pivo. Pivovarska industrija v mestu je cvetela. Po drugi svetovni vojni je bila proizvodnja piva nacionalizirana, pivo pa je pod komunistično vlado Poljske začelo obdobje upada. Do leta 1993 je bila zaprta zadnja pivovarna, ki je proizvajala ta slog. Po letih, ko ni bil na voljo pri nobenem komercialnem pivovarju, je več pivovarn začelo proizvajati sezonske ali celoletne kreacije zgodovinskega sloga, kar je spodbudilo zanimanje za slog domače pivovarske skupnosti po vsem svetu.

## Opis
Grodziskie je visoko gazirano pivo z nizko vsebnostjo alkohola s prozorno, bledo rumeno do zlato barvo, nizko do zmerno hmeljevo grenkobo ter zmerno do srednje visokim dimljenim okusom. Svetel, bister in zelo gazirani videz Grodziskieja je povzročil, da se pivo primerja s šampanjcem, včasih pa ga imenujejo tudi poljski šampanjec. Večina piva, ki je narejena iz pšenice, se zdi motna, ker končni izdelek vsebuje suspendirani kvas in beljakovine iz pšenice. Med proizvodnjo Grodziskie pa se pivo filtrira, preden se ustekleniči. Filtracija odstrani suspendirani kvas in beljakovine, tako da ostane svetlo, bistro pivo. Ko ga vlijemo v kozarec, nastane velika, dolgotrajna, tesna pena z majhnimi mehurčki. Tradicionalno so ga postregli v visokih stožčastih kozarcih, ki so bili zasnovani tako, da kažejo jasno, zlato barvo, poleg tega pa omogočajo, da se ob nalivanju oblikuje široka debela plast pene.
Okus je lahek in hrustljav, z nekaj ugriza karbonacije. Opombe o pivovarstvu in degustaciji iz publikacije iz leta 1914 so Grodziskie opisale kot »grobo, grenko pivo ... z intenzivnim okusom dima in hmelja«, vendar se je do poznega 20. stoletja okus sloga verjetno razvil in vključeval manj hmelja in grenkobe. Sodobne rekreacije tega sloga se ponavadi osredotočajo na dimljen okus, ki izhaja iz s hrastom dimljenega slada, opisanega kot »nekoliko jedek do polsladek«, vendar literatura iz 1960-ih navaja, da se pomemben delež edinstvene arome piva proizvaja s postopkom sladenja in varjenja ter s posebnimi sevi pivskega kvasa, ki so bili uporabljeni pri njegovi proizvodnji. Okus lahko vsebuje tudi blago zrnatost pšenice, ki je opazna v ozadju.
Zgodovinsko gledano je bil Grodziskie izdelan z vsebnostjo alkohola okoli 3,1 % abv, vendar so bile tudi komercialne različice narejene z vsebnostjo alkohola od 2,5 % do 5 % abv. 

## Sestavine
Žito, ki se uporablja v Grodziskieju, je sladna pšenica. V procesu sladanja se pšenica suši v pečeh, ki se grejejo s hrastom. Namesto da bi peči uporabljali za ogrevanje čistega zraka, ki se nato uporablja za sušenje pšenice, se vroč dim iz peči potiska neposredno skozi ležišče zrna. Dim posuši zrnje in mu daje svetlo barvo ter intenziven, prijeten, dimljen okus. Ta proces ne bi bil mogoč v tipih pečeh, ki so bile pogostejše v preteklosti, ki so kot gorivo kurile premog ali koks, ker bi saje v dimu povzročile razbarvanje zrna in povzročile neželene ostre okuse. Natančna stopnja zadimljenosti, ki je nastala pri žganju hrasta v zgodovinskih časih, ni znana. Dim iz procesa sladanja končnemu izdelku doda tudi kemične sestavine, ki ga pomagajo ohraniti in mu kljub nizki vsebnosti alkohola zagotavljajo dolgo življenjsko dobo. Ena zgodba pripoveduje o škatli Grodziskie, ki so jo našli v 1950-ih, zakopano v pesku Severne Afrike, ki so jo med drugo svetovno vojno pustili za seboj nemški vojaki. Pivo so odprli in ugotovili, da je tako sveže kot na dan izdelave. Poleg pšenice so bila obdobja, ko je pivo vsebovalo tudi sladni ječmen v različnih razmerjih, vendar je bilo večino svoje zgodovine v celoti narejeno iz pšenice.
Številne značilnosti okusa Grodziskie so posledica kemične sestave vode, ki so jo pivovarne uporabljale za proizvodnjo piva. Voda iz enega od vodnjakov na Poznański ulici v Grodzisku je bila testirana in je pokazala koncentracijo sulfatnih ionov 183 delov na milijon (ppm) in koncentracijo kloridnih ionov 81 ppm. Alkalnost (kot kalcijev bikarbonat) je bila 350 ppm, koncentracija magnezijevih ionov pa 34 ppm. Uporaba te vrste vode za proizvodnjo piva je zaradi visoke alkalnosti in razmerja med sulfatnimi in kloridnimi ioni povzročila boljši okus hmelja od pričakovanega. V zgodnjih fazah proizvodnje je imela ta voda višji pH, kar je zaviralo učinkovitost naravnih encimov, ki pretvarjajo škrob v zrnju v fermentabilne sladkorje med drozganjem. Rezultat je pivo z več nefermentiranimi sladkorji in nižjo povprečno vsebnostjo alkohola. Končno je voda zaradi visoke koncentracije magnezijevih ionov pivu prispevala rahlo kisel ali grenak okus.
Tradicionalno sta bila uporabljena dva edinstvena seva kvasa; ena zelo flokulantna sorta, ki je bila odgovorna za večino fermentacije v prvih nekaj dneh, in druga, praškasta in manj flokulantna sorta, ki je bila počasnejša in je končala pivo v fermentacijskih posodah in v steklenicah. Do konca 19. stoletja so pivovarne, ki so proizvajale Grodziskie, uporabljale en sam sev kvasa, za katerega je bila značilna nizka slabitev in zgodnja flokulacija. Vendar se je ta sev izgubil v začetku 20. stoletja. Po drugi svetovni vojni so kvas uvažali iz pivovarne Groterjan v Berlinu. Ta kvas ni bil zelo primeren za proizvodnjo Grodziskie in je bil pogosto kontaminiran s pokvarljivimi organizmi, vključno z Lactobacillus. V 1960-ih je pivovarna v državni lasti lahko izolirala in vzdrževala primerne seve kvasovk, ki so dale želene lastnosti, vendar se je do danes ohranil le visoko flokulantni sev. Brez dostopa do dejanskega kvasa, ki se je uporabljal v preteklosti, večina sodobnih rekreacij Grodziskie običajno uporablja ale kvasovke, ki pivu ne prispevajo pomembne količine kvasovka.
Pivovarji so običajno uporabljali lokalno pridelane sorte poljskega hmelja, kot je Nowotomyski, vendar so občasno nadomestili podoben plemeniti hmelj. Zgodovinski viri kažejo, da so pivovarne okoli konca 19. stoletja porabile 3 kilograme hmelja na vsakih 100 kilogramov pšeničnega slada, vendar se je do 1960-ih stopnja hmelja zmanjšala na 2,4 kilograma na 100 kilogramov pšeničnega slada.

## Proizvodnja
Pivo je bilo na različne načine pridelano z uporabo infuzijske ali decokcijske kaše. Nekateri tradicionalni načini proizvodnje tega sloga so znani iz nedatiranih zapisov iz pivovarne Grodzisk. Ti zapisi opisujejo infuzijsko kašo, ki je vključevala 30-minutni počitek kisline pri 38 °C , 30 do 60-minutni počitek proteaze pri 52 °C, α-amilazni počitek 30 minut pri 70 °C in mešanje pri 75 °C. Pivino kuhajo 90 do 120 minut. Približno 80 % hmelja je bilo dodanih po 15 minutah, preostalih 20 % pa 30 minut pred koncem vrenja.
Po vrenju so pivino ohladili in fermentirali v odprtih lesenih posodah pri 14–16 °C. Obe vrsti kvasovk sta bili dodani hkrati in fermentacija je potekala hitro. Po enem dnevu fermentacije so gosto peno, ki je nastala na vrhu fermentacijske kadi, odstranili in zavrgli. Po 60 urah so kvas fermentiral do 50 % razpoložljivih sladkorjev, debele kepe kvasa pa so posneli s površine in jih pobrali za ponovno uporabo. Pivo so nato s sterilnim zrakom črpali v čistilne rezervoarje. Za razbistritev pijače so dodali Isinglass, nato pa so jo ustekleničili.
Po pakiranju so bile steklenice shranjene od tri do pet tednov pri 14–18 °C v temnem prostoru, saj je kvas še naprej fermentiral preostale sladkorje v pivu. Ogljikov dioksid, ki je nastal pri fermentaciji, je ostal ujet v steklenicah in se raztopil v tekočini, kar je povzročilo visoko stopnjo karbonacije. V tem obdobju je povprečno štiri do pet odstotkov steklenic počilo zaradi stopnje karbonacije, ki presega jakost plastenk.

## Zgodovina
Prva dokumentirana omemba mesta Grodzisk Wielkopolski je bila okoli leta 1257 kot del zemljišč v lasti cistercijanskega samostana v Paradyžu. Mesto je postalo bolj pomembno zaradi svoje lege ob cesti med Poznanjem in Gubinom, cesti, ki se je nadaljevala proti Saški. Do 16. stoletja je družina Ostroróg iz Velikopoljske (Wielkopolska) nadzorovala mesto. Družina Ostroróg je bila vir podpore protestantski reformaciji na tem območju, mesto pa je postalo središče protestantizma v državi in privabljalo disidente iz Češke in Zahodne Evrope. Obrtniki, učenjaki in pisatelji so gravitirali na območje, ki je postalo središče reformistične misli na Velikopoljskem. Industrijsko pivovarstvo se je razvilo, ko je Johann Volanus, upravitelj posesti Ostroróg in oče Andreasa Volanusa, slavnega reformacijskega pisatelja, uvažal izkušene pivovarje iz Moravske in Češke.
Legenda, povezana z zgodovino tega piva, se nanaša na benediktinskega meniha po imenu Bernard iz Wąbrzeźna. Okoli leta 1603 je prispel iz benediktinskega samostana v Lubiń in ugotovil, da prebivalci stradajo in da so mestni vodnjaki izčrpani. Pivovarna je bila glavni vir dohodka mesta in bolnišnice. Bernard je molil za vodnjake in nov vir vode je nenadoma napolnil Stari tržni vodnjak. Legende so trdile, da je na novo napolnjeni vodnjak lahko ponovno naredil zdravega tistega, ki je pil iz njega, in pivo, ki je bilo proizvedeno iz vode, je bilo veliko boljše od katerega koli od piva, ki so ga pivovarji lahko proizvedli prej. Vodnjak je postal občinski zaklad in je dobil zasluge za komercialni uspeh pivovarn v naslednjih stoletjih. Več kot 200 let po tem dogodku so prebivalci Grodziska vsako leto opravili procesijo do Bernardovega samostana, da bi v znak hvaležnosti prinesli sod piva, ki so ga naredili iz vodnjaka.
Leta 1601 je v mestu obstajal ceh sladarjev in pivovarjev. Ceh je ustvaril monopol nad pravico do proizvodnje sladnega žita in piva za prodajo in ga obdržal v rokah nekaj izbranih družin, ki so bile pod strogim nadzorom cehov. Izvajal je tudi pravila in predpise o proizvodnji piva, ki je bilo zasnovano za zaščito kakovosti in ugleda piva. Vzpostavljen je bil sistem nadzora kakovosti; vsak sod proizvedenega piva je bil podvržen degustaciji piva s strani župana mesta in sveta starejših, ki je ocenil njegovo kakovost in moč ter odobril prodajo ali izvoz piva z značilnim žigom. Pivovarjem, ki so poskušali goljufati sistem nadzora kakovosti, so trajno odvzeli pravico do proizvodnje piva. Ceh je organiziral tudi proizvodnjo piva večjih pivovarn, ki so si dobro delile staro tržnico. V letih 1843 in 1844 sta bili v Grodzisku dve pivovarni, ki sta si delili vodnjak. Do leta 1866 je mesto začelo obdavčevati pivovarne za uporabo občinskih vodnjakov. Dve zasebni pivovarni sta zgradili svoje vodnjake in ugotovili, da je voda enako dobra kot voda s starega trga. Po tem odkritju so vse pivovarne sčasoma zgradile svoje vrtine.
Najstarejša dokumentacija o izvozu piva v druge regije je iz zapisov v bližnjem mestu Wschowa iz leta 1671. Pravila, ki jih je določil lokalni ceh klobučarjev, so določala, da je kazen za zaračunavanje manj kot 12 grošev za uničenje klobuka sod Grodziskie. Leta 1694 je bližnje mesto Poznanj navedlo račun za stroške, ki je vključeval vpise za "Grodzisko pivo" v višini 15 goldinarjev na sod, ki je bilo kupljeno kot darila za pomembne ljudi. Pri tej ceni je razvidno, da je bil izdelek cenjen kot vrhunska pijača, saj je lokalno pivo, proizvedeno v Poznanju, takrat stalo le pet do šest goldinarjev na sod. Drugi zapisi iz Poznanja iz leta 1712 kažejo, da sta župana mesta prejemala pivo Grodziskie kot del nadomestila za svoje delo. Do 18. stoletja se je sloves pijače razširil po vsej Poljski in postalo eno najdražjih piv v državi.
Med letoma 1793, ko je Grodzisk postal del Prusije zaradi druge delitve Poljske, in 1918, ko je postala del na novo neodvisne Poljske, se je mesto preimenovalo v Grätz, slog pa je postal znan kot Grätzer. Zapisi kažejo, da je bila letna proizvodnja piva v Grätzu približno 3200 sodčkov (5000 hektolitrov), od tega je bilo 1111 sodčkov prepeljanih v Poznanj, 1581 sodčkov v druga bližnja mesta, vključno z Wschowo, Koświcianom, Bojanom, Leszno, Kalisz in Śmigiel, 500 sodčkov pa je bilo prodanih znotraj Grätza. V poznem 19. stoletju so pivo izvažali v sosednje pokrajine in druge dele Nemčije. Nemški priseljenci so se preselili v Grätz in zgradili sodobne pivovarne, s čimer so razbili monopol, ki ga je imel pivovarski ceh. Do leta 1890 je pet pivovarn v Grätzu proizvedlo več kot 100.000 hektolitrov piva, pri čemer je Grätzer proizvedel največje količine. Izvažali so jo v druge dele Evrope in sveta ter si pridobili slavo kot zelo cenjena pijača. Vrhunec priljubljenosti je bil tik pred drugo svetovno vojno, ko so ga izvažali v 37 držav.
Od leta 1922 je proizvodnjo Grodziskie nadaljevalo samo eno podjetje, Zjednoczone Browary Grodziskie (Združene pivovarne Grodzisk). Med letoma 1929 in 1993 je ta slog imel regionalno zaščiteno oznako, ki ga je postavila vlada Poljske. Proizvodnja se je nadaljevala pod nemško okupacijo Poljske med drugo svetovno vojno, pivo pa so razdelili nemškim silam, ki so se borile v vojni. Po drugi svetovni vojni so bile pivovarne nacionalizirane, in začel se je propad. Komunistična vlada na Poljskem je poudarjala obsežno proizvodnjo osnovnih izdelkov, kot so kruh, mleko in sladkor, lokalne kulinarične tradicije pa so bile zanemarjene. Deloma je bilo to posledica omejitev posameznih podjetij in nezmožnosti pivovarjev, da dobijo dobiček od proizvodnje malega obsega, visokokakovostne hrane ter nezmožnosti oglaševanja lokalnega blaga in specialitet. V zgodnjih 1980-ih so bile ustvarjene različne različice sloga z različnimi barvami in jakostjo alkohola. Po koncu komunističnega obdobja na Poljskem leta 1989 se je proizvodnja nadaljevala v zasebni lasti Lech Browary Wielkopolski, vendar se je končala leta 1993, ko je bila pivovarna zaprta zaradi pomanjkanja dobičkonosnosti in zaradi težav pri iskanju delavcev, ki so imeli izkušnje s proizvodnjo sloga. Komercialna proizvodnja tega sloga je prenehala za nekaj let, vendar so od leta 2010 nekatere pivovarne proizvajajo sezonsko ali omejeno proizvodnjo tega sloga.
Po zaprtju pivovarne so Grodziskie še naprej varili nekateri domači pivovarji na Poljskem z uporabo 100 % prekajene pšenice. Leta 2011 je Poljsko združenje domačih pivovarjev ustanovilo komisijo za oživitev piva Grodziskie. Čeprav je slog skozi leta dobival različne oblike, je bil namen komisije razviti smernice, ki opisujejo blago različico, ki bi jo nekdanji pivovarski delavci lahko prepoznali, čeprav so nekateri pivovarji in domači pivovarji eksperimentirali z različicami, ki vključujejo različne količine alkohola in grenkobe. Grodziskie je bil opredeljen v slogovnih smernicah Združenja pivovarjev leta 2013 in je bil leta 2015 dodan kot zgodovinski slog slogovnim smernicam programa Beer Judge Certification.